# Ein vorbildliches Ehepaar
Ein vorbildliches Ehepaar ist ein deutscher Fernsehfilm aus dem Jahr 2012. Die am 29. November 2012 im ZDF zum ersten Mal ausgestrahlte Filmkomödie wurde von 5,02 Millionen Zuschauer gesehen, was einem Marktanteil von 15,6 Prozent entsprach. Der Film basiert auf der 2001 erschienenen, von Charlotte Brändström inszenierten und von Pierre Colin-Thibert und Jean-Claude Islert geschriebenen Fernsehkomödie Un couple modèle.

## Handlung
Thomas Berger und Roman Ellermann lernen sich zufälligerweise auf der Toilette eines Scheidungsanwalts kennen. Sie erfahren voneinander, dass sie jeweils das gleiche Schicksal teilen. Sie sind frisch geschieden. Anschließend zieht Thomas bei dem bescheidenen Biedermann Roman ein. Sie schmieden einen Plan, wie sie ihre Frauen zurückerobern können. Zunächst versuchen sie es mit Entschuldigungen und Eingeständnissen Fehler gemacht zu haben und versprechen sich zukünftig bessern zu wollen. Als das nicht fruchtet versuchen sie, die Frau des jeweils anderen zu verführen, ehe dies ein anderer tut und sie dann gar keine Chance mehr haben würden. Der Plan scheint aufzugehen. Beide Frauen lassen sich auf die Verführungskünste der Männer ein. Unglücklicherweise verlieben sich diese dabei in die jeweils andere Frau und trauen sich dies nicht dem anderen einzugestehen. Stattdessen streiten sie sich und Thomas muss notgedrungen bei Roman wieder ausziehen und ihre Wohngemeinschaft auf Zeit endet abrupt. Nachdem sich ihre Situation und die Konstellation der vier zueinander am Ende auflöst, sind alle zufrieden und erleichtert.

## Kritiken
„Turbulente (Fernseh-)Ehe- und Scheidungskomödie nach dem französischen Film ‚Un couple modèle‘ (2001), die auf den Spiel- und Wortwitz ihrer Protagonisten baut.“

„Die von Ben Verbong („Das Sams“) inszenierte Adaption der französischen Komödie „Un couple modéle“ profitiert neben dem oft pointierten Wortwitz vom brillanten Spiel der beiden Hauptdarsteller Uwe Ochsenknecht und Heino Ferch, die hier nach „Widows – Erst die Ehe, dann das Vergnügen“ (1997) und „Vom Suchen und Finden der Liebe“ (2004) erst das dritte Mal gemeinsam vor der Kamera standen.“

„Die unterhaltsam aufdrehende, temporeiche Verwechslungskomödie basiert auf der französischen Vorlage ‚Un couple modèle‘ (2001). Und das furchtlos mit vollem Körpereinsatz agierende Gespann Ferch/Ochsenknecht macht durchaus Laune.“